# László Kalmár

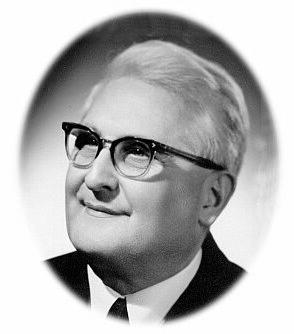
Laszlo Kalmar

László Kalmár (* 27. März 1905 in Edde; † 2. August 1976 in Mátraháza) war ein ungarischer Informatiker und mathematischer Logiker.

## Leben
Kalmar studierte ab 1922 an der Universität Budapest, unter anderem bei József Kürschák und Lipót Fejér mit der Promotion 1926 bei Fejer, und anschließend 1929 an der Universität Göttingen, wo sein Interesse an mathematischer Logik begann. Danach war er an der Universität Szeged, wo er zunächst Assistent von Frigyes Riesz und Alfréd Haar war und 1947 eine volle Professur in Mathematik erhielt. Er gründete dort das Kybernetik-Labor und befasste sich mit mathematischer Logik und Informatik.
Kalmar galt nach dem Krieg als führender mathematischer Logiker und Pionier der theoretischen Informatik in Ungarn.
1949 wurde er in die Ungarische Akademie der Wissenschaften aufgenommen. 1950 erhielt er den Kossuth-Preis und 1975 den Ungarischen Staatspreis. 1996 erhielt er den Computer Pioneer Award.